# Калинино (Белозерский район)
Калинино — деревня в Белозерском районе Вологодской области.
Входит в состав Панинского сельского поселения, с точки зрения административно-территориального деления — в Панинский сельсовет.
Расположена на берегу Андозера. Расстояние по автодороге до районного центра Белозерска составляет 64 км, до центра муниципального образования деревни Панинская — 13 км. Ближайшие населённые пункты — Борок, Костино, Перкумзь.
Население по данным переписи 2002 года — 11 человек.